# Joseph Woelfl
Joseph Johann Baptist Woelfl (eller Wölfl), född den 24 december 1772 i Salzburg, död den 21 maj 1812 i London, var en österrikisk pianist och tonsättare. 
Woelfl, som var elev av Leopold Mozart och Michael Haydn, var 1792-94 kapellmästare i Warschau och väckte 1795-98 ofantligt uppseende i Wien genom sitt glänsande pianospel, särskilt i fria improvisationer, vari han ansågs väl komma upp emot Mozart och Beethoven. 
Efter en konsertresa genom Tyskland firade han 1801-05 triumfer i Paris, även i sällskapslivet, och bodde därefter i London. Eugène Fahlstedt skriver i Nordisk Familjebok: " Hans passion för kortspel o. d. bragte honom på moraliska afvägar, och han dog i fattigdom." 
Woelfl komponerade med stor lätthet och formsäkerhet i sin tids gängse stil. Han skrev utom operor och baletter 7 pianokonserter, 60 pianosonater, en mängd andra pianostycken, 33 violinsonater, 21 trior, många flöjtsonater och 15 stråkkvartetter.